# Carl Reinhold August Wunderlich
Carl Reinhold August Wunderlich (Sulz am Neckar, 4 agosto 1815 – Lipsia, 25 settembre 1877) è stato un medico e psichiatra tedesco.
Noto per aver definito la temperatura corporea umana ideale 37 °C (98,6 °F), precisamente 36,5 °C circa (98,2 °F).

## Biografia
Frequentò la scuola di grammatica a Stoccarda e all'età di diciotto anni, in seguito, iniziò i suoi studi medici presso l'Università di Tubinga, dove completò anche i suoi esami definitivi nel 1837. Nel 1838 lavorò come assistente presso l'ospedale di St Catharine a Stoccarda, stesso anno quando scrisse la sua tesi per il master's degree. Due anni dopo ottenne la sua abilitazione per insegnare medicina presso l'Università di Tubinga.
Nel 1846 fu nominato professore e capo dell'ospedale generale di Tubinga. Quattro anni dopo si trasferì presso l'Università di Lipsia come professore e direttore medico dell'ospedale universitario. Stesso luogo dove introdusse la clinica di pedagogia. 
Introdusse nei vari ospedali dei termometri, usati per misurare la febbre ai suoi pazienti. Wunderlich riteneva che la febbre non è una malattia, ma un sintomo.
Era conosciuto per le sue lezioni sulla psichiatria e sulla "patologia e terapia delle malattie del sistema nervoso". Descrisse una sindrome estremamente rara che causa sanguinamento retroperitoneo proveniente dai reni. Nel 1871 fu nominato membro della commissione organizzativa del Dipartimento di Medicina per la costruzione e la progettazione di ospedali psichiatrici.

## Pubblicazioni
- Carl Reinhold Wunderlich, Handbuch der Pathologie und Therapie, Stuttgart, Ebner & Seubert, 1856.
- Carl Reinhold Wunderlich, Das Verhalten der Eigenwärme in Krankheiten ("The behavior of the self-warmth in diseases"), Leipzig, O. Wigand, 1868.; la sua seconda edizione tradotta in inglese e pubblicata con il titolo On the temperature in diseases: a manual of medical thermometry (1871).